# Isabelle de Funès
Pour les articles homonymes, voir Famille de Funès.
Isabelle Girard, dite Isabelle, ou Isabelle de Funès, née le 27 juillet 1944 dans le 16e arrondissement de Paris, est une actrice, chanteuse, mannequin et photographe française.

## Biographie
Cette section ne s'appuie pas, ou pas assez, sur des sources secondaires ou tertiaires indépendantes du sujet. Le texte peut contenir des analyses inexactes ou inédites de sources primaires.
Pour l'améliorer, ajoutez-en, ou placez des modèles {{Source secondaire souhaitée}} ou {{Source secondaire nécessaire}} sur les passages mal sourcés. (octobre 2022)
Isabelle de Funès est la fille de Maria de Funès (1907-1993) et la nièce de Louis de Funès. Elle a été élevée par le réalisateur François Gir qui s'est marié avec Maria le 7 janvier 1952.
Mannequin pour Vogue, elle devient actrice et tourne dans quelques films dans les années 1970. Elle tient son rôle le plus important à l'écran dans le film italien Baba Yaga. Toutefois à la différence du fils de Louis de Funès, Olivier de Funès, elle ne tournera jamais avec son célèbre oncle. 
Elle a aussi enregistré quelques disques se faisant l'interprète de Véronique Sanson et de Michel Berger auteurs des chansons (Mon roi en 1968 et en 1969, Odeur de neige et Jusqu'à la tombée du jour).
Épouse de l'acteur Michel Duchaussoy de mai 1970 à octobre 1971, elle s'est ensuite remariée à un steward australien. Elle a une fille, Lisa, née le 13 décembre 1972. 
À la fin des années 1980, elle quitte tout pour aller vivre en Colombie, où elle vit sa passion, la photographie.

## Filmographie

### Cinéma
- 1970 : Ces messieurs de la gâchette de Raoul André : Nicole Pelletier
- 1971 : Raphaël ou le Débauché de Michel Deville : Émilie
- 1973 : Baba Yaga de Corrado Farina : Valentina Rosselli

### Télévision
- 1970 : Musique s'il vous plaît (série télévisée) : Une chanteuse
- 1971 : Les dessous des cartes d'une partie de whist (Téléfilm) : Herminie
- 1972 : Les dossiers de Me Robineau: Les disparus de Senlis (Téléfilm) : Sylvie Langlois
- 1972 : Pont dormant (série télévisée) : Stéphanie Vidal
- 1975 : Esprits de famille (Téléfilm) : Marianne Morin
- 1978 : Le Coup monté (Téléfilm) : Carole

## Discographie
- La journée d'Isabelle (Odeon Records - EMI, réf. MEO 168) - 1968
- Quand Michel chante (Odeon Records - EMI, réf. C 016-10 057) - 1969
- Ne me parlez plus de l'amour (Odeon Records - EMI, réf. C 006-10 324) - 1969
- Amour, amitié (Odeon Records - EMI, réf. C 006-10 768) - 1969
- Port Grimaud (Pathé, réf. 2C006-10768)) - 1970
- Le vieux saule (Pathé, réf. 2C006-11040)) - 1970
- Comme Madame Bovary (Flamophone/Barclay, réf. 620.204) - 1976